# Välinge-Kattarps församling
Välinge-Kattarps församling är en församling i Bjäre-Kulla kontrakt i Lunds stift. Församlingen ligger i Helsingborgs kommun i Skåne län och ingår i Allerums pastorat.
Församlingen omfattar orterna Kattarp, Hasslarp, Tånga och Rögle, Välinge och Utvälinge.

## Administrativ historik
Församlingen bildades år 2002 genom sammanslagning av Välinge församling och Kattarps församling och är sedan dess annexförsamling i pastoratet Allerum, Fleninge och Vällinge-Kattarp.

## Kyrkor

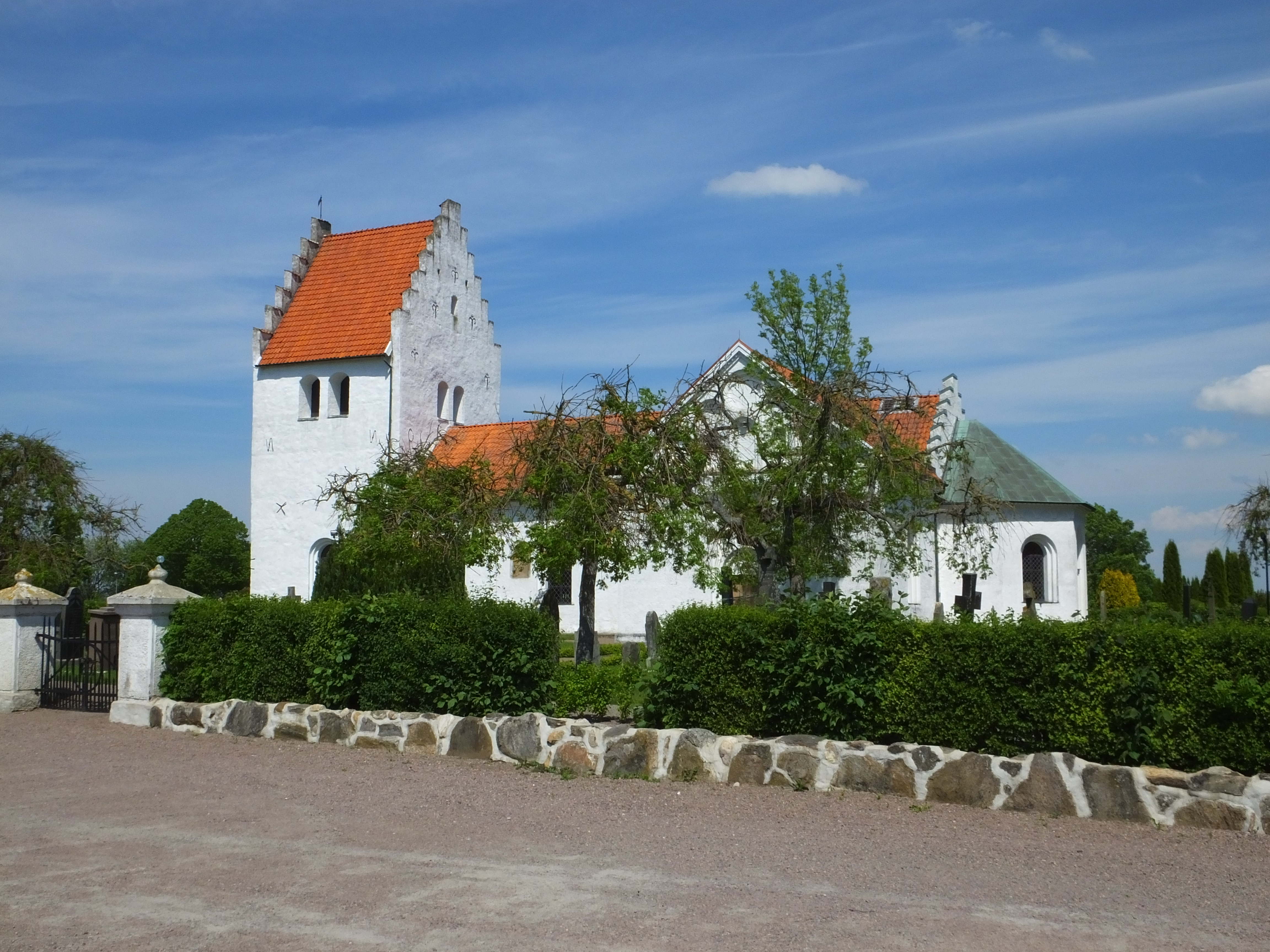
Kattarps kyrka
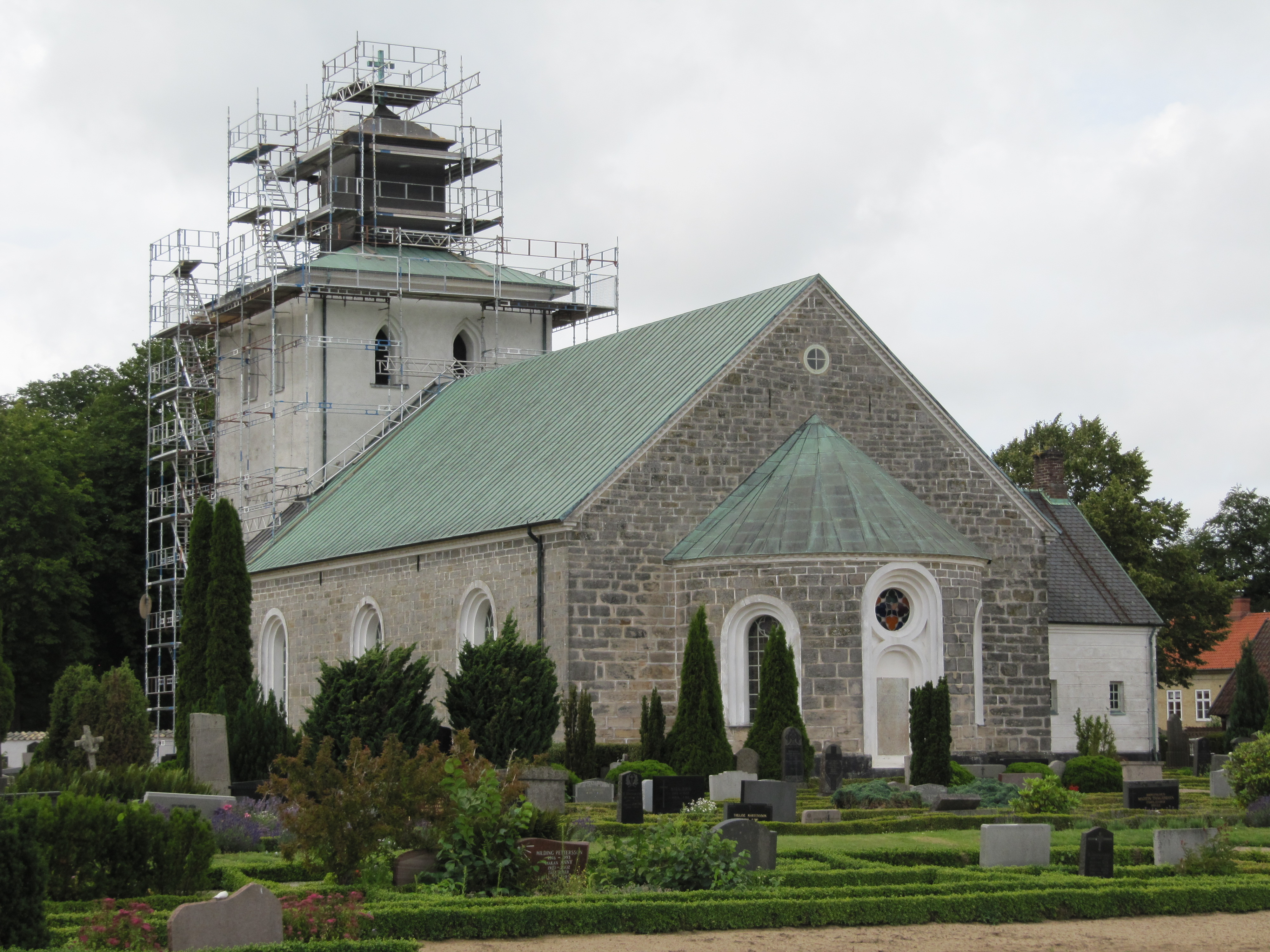
Välinge kyrka